# Legends (Juice Wrld)
Legends è un singolo del rapper statunitense Juice Wrld. pubblicato il 22 giugno 2018 come secondo estratto dal suo primo EP Too Soon e come unico estratto dell'edizione deluxe del quarto album in studio Fighting Demons.

## Descrizione
Il brano è dedicato ai defunti rapper Lil Peep, morto per overdose nel novembre 2017, e XXXTentacion, assassinato durante una rapina pochi giorni prima del rilascio di Too Soon.
Dopo la morte di Juice Wrld per un attacco epilettico dovuto a overdose nel dicembre 2019 all'età di 21 anni, è stato detto che il rapper aveva  predetto la sua morte dicendo in Legends: "Cos'è il Club dei 27? / Non stiamo superando nemmeno i 21 anni."
La canzone ha inizialmente raggiunto il picco di 65 nel 2018. Tuttavia, dopo la morte di Juice Wrld, la canzone è rientrata nella classifica e ha raggiunto il picco a 29 nelle classifiche di Billboard Hot 100 negli Stati Uniti il 20 dicembre 2019, la settimana successiva alla sua morte.

## Tracce
Download digitale
Testi e musiche di Jarad Anthony Higgins, Denzel Baptiste e David Biral.
1. Legends – 3:12

Download digitale - Too Soon...
1. Legends – 3:12 (testo: Jarad Anthony Higgins, Denzel Baptiste, David Biral – musica: Russell Chell, Take A Daytrip)
2. Rich and Blind – 3:48 (testo: Higgins, Baptiste, Biral – musica: Take a Daytrip)